# Borneol
O borneol (C10H17OH), também chamado de álcool bornílico, é um álcool terpenóide, encontrado na cânfora-de-bornéu (Dryobalanops aromatica) ou preparado sinteticamente, é comumente utilizado na perfumaria.